# Remote Peninsula
Remote Peninsula är en halvö i Kanada.   Den ligger i territoriet Nunavut, i den nordöstra delen av landet, 2 800 km norr om huvudstaden Ottawa.
Trakten runt Remote Peninsula är permanent täckt av is och snö. Trakten runt Remote Peninsula är nära nog obefolkad, med mindre än två invånare per kvadratkilometer.